# 오미자 (육상 선수)
오미자(1970년 7월 3일~)은 대한민국 육상 마라톤 선수이다. 1996년 3월 경주에서 열린 1996 동아 국제 마라톤 대회 겸 제67회 동아 마라톤 대회에서 2시간 30분 09초로 대한민국 여자 최고 기록을 세웠다.

## 개인 최고 기록
| 종목   | 기록            | 날짜         | 대회             | 장소          | 기타 |
| ------ | --------------- | ------------ | ---------------- | ------------- | ---- |
| 마라톤 | 2시간 30분 09초 | 1996. 3. 24. | 동아 마라톤 대회 | 대한민국 경주 |      |
| 마라톤 | 2시간 29분 44초 | 2000. 4. 9.  |                  | 대한민국 군산 |      |